# Djupträsk (sjö i Finland)
Djupträsk är en sjö i Ingå kommun i Finland.   Den ligger i landskapet Nyland, i den södra delen av landet, 50 km väster om huvudstaden Helsingfors. Djupträsk ligger 55 meter över havet. I omgivningarna runt Djupträsk växer i huvudsak blandskog. Arean är 4,6 hektar och strandlinjen är 0,84 kilometer lång. Sjön  ingår i Finska vikens kustområde. 